# Johann von Hoorn

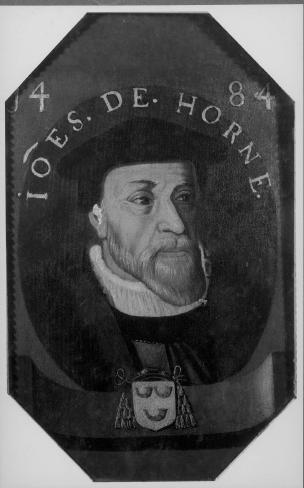
Johann von Hoorn

Johann von Hoorn (* 1458 in Weert; † 18. Dezember 1505 in Maastricht) (frz. Jean de Hornes) war von 1483 bis 1505 Bischof von Lüttich.

## Leben
Johann war Sohn von Graf Jakob I. von Hoorn, Herr von Altena und Johanna, Gräfin von Moers und Saarwerden. Als jüngster Sohn war er für den geistlichen Stand bestimmt. 1474 trat er dem Domkapitel von Lüttich bei, 1480 wurde er Stiftspropst von Saint-Paul in Lüttich und Archidiakon des Haspengaus, weiter war er Stiftspropst von Saint-Denis in Lüttich.
Im Konflikt zwischen dem Lütticher Bischof Ludwig von Bourbon und Wilhelm von der Mark stand er auf der Seite des Bischofs. Er wurde bei der Eroberung Lüttichs gefangen genommen, konnte sich jedoch freikaufen und nach Maastricht flüchten. Bischof Ludwig von Bourbon wurde bei der Eroberung getötet, der neue Stadtherr Wilhelm von der Marck, der vom Domkapitel zum Schutzherren und Verteidiger des Bistums ernannt wurde, schlug seinen Sohn Johann als neuen Bischof vor. Da die Stadt seit der Ermordung Ludwigs von Bourbon unter Interdikt stand, bestanden Zweifel an der Gültigkeit einer Wahl in Lüttich. Nach Einholung eines Gutachtens wählte der in Lüttich verbliebene Teil des Domkapitels am 14. September 1482 Johann von der Mark zum Bischof. Der Kölner Erzbischof Hermann von Hessen erneuerte daraufhin am 23. September das Interdikt über Lüttich, bannte Wilhelm von der Mark und schloss dessen Nachkommen von allen geistlichen Ämtern aus. Die geflohene Minderheit des Domkapitels fand Zuflucht im brabantischen Löwen und wählte am 16. Oktober Johann von Hoorn zum Bischof, was jedoch der unterlegene Kandidat Jacques de Croÿ nicht anerkannte. Während beide Kandidaten an den Papst appellierten, dauerten die Kämpfe zwischen Wilhelm von der Mark und Maximilian von Österreich an, auch eine Aufteilung des Lütticher Bistums wurde in Betracht gezogen. Papst Sixtus IV. bestätigte Johann von Hoorn am 17. Dezember als Bischof.
Nachdem Wilhelm von der Mark die Entscheidung des Papstes akzeptierte und einen Frieden mit Maximilian von Österreich schloss, konnte von Hoorn am 7. November 1484 in Lüttich einziehen. Im Folgejahr lockten Johann von Hoorn und seine Brüder Wilhelm von der Mark in einen Hinterhalt und ließen ihn am 18. Juni 1485 in Maastricht hinrichten. Daraufhin verbündeten sich die Brüder von der Marks mit dem französischen König Karl VIII. gegen von Hoorn und Maximilian von Österreich. Die Kämpfe, die das Bistum nahezu ruinierten, dauerten weitere vier Jahre an. Im Jahr 1492 kam es schließlich zu einer Einigung der Konfliktparteien. Hoorn leistete öffentlich Abbitte für die Hinrichtung von der Marks. Everard von der Mark, Neffe von Wilhelm von der Mark, heiratete Margareta von Hoorn, Nichte des Bischofs. Karl VIII. von Frankreich und Maximilian von Österreich, inzwischen römisch-deutscher König, versprachen die Neutralität des Lütticher Bistums zu respektieren.
Ob Johann jemals die Bischofsweihe empfing, ist umstritten. Johann, von cholerischem Temperament, war eher ein Krieger als ein Geistlicher. Er kümmerte sich um den Wiederaufbau des Hochstifts, die geistliche Erneuerung fand nur eingeschränkt statt. In seinen letzten Lebensjahren litt Johann von Hoorn unter Epilepsie und geistigem Verfall. Im Februar 1505 erlitt er einen Schlaganfall. Er starb am 18. Dezember 1505 in Maastricht und wurde in der Franziskanerkirche im benachbarten Lichtenberg bestattet.